# Chornomorsk
Chornomorsk (em ucraniano:  Чорномо́рськ), anteriormente Illichivsk (em ucraniano:  Іллічі́вськ, em russo:  Ильичёвск, Ilyichyovsk) é uma cidade da Ucrânia, situada no Oblast de Odessa. Tem 25 km² de área e sua população em 2020 foi estimada em 58.934 habitantes.

Originalmente, a cidade foi definida como uma cidade satélite de Odessa.

## Geografia
Chornomorsk situa-se na costa do Mar Negro, 20 km ao sul de Odessa.